# Bispo-de-coroa-vermelha
Bispo-d'asa-preta, bispo-vermelho-de-asa-negra, bispo-de-coroa-vermelha ou cardeal (Euplectes hordeaceus) é uma ave passeriforme originária da África, do grupo dos ploceídeos.

## Características
Tais aves possuem plumagem vermelha, com asas, barriga e garganta negras. Também são conhecidas pelo nome de saia-blusa.